# Eidos
Eidos (εἶδος) è una parola greca che significa "forma", "aspetto" dalla quale deriva anche il greco εἴδωλον (éidōlon) poi, in italiano, "idolo", con il valore anche di "simulacro", "figura".

## Platone
Il termine divenne significativo nella filosofia greca quando Platone lo usò per fare riferimento alle idee o forme ideali nella sua teoria delle idee. Bisogna intendere però l'idea platonica non come "concetto" bensì come "forma" e difatti Platone utilizza indifferentemente i termini idea, eidos ed ousìa ad indicare la forma comune di tutti i concetti. L'idea platonica sottintende un'uniformità naturale, in cui alle diverse manifestazioni degli oggetti fa capo un'unica forma pura, o "idea", che le accomuna tutte, in maniera simile a un modello o ad un archetipo.
Le idee dunque
- sono il fondamento ontologico della realtà: costituiscono cioè il motivo che fa essere il mondo, sono le “forme” con cui il Demiurgo lo ha plasmato.[3]
- Come conseguenza del primo punto, le idee sono anche il fondamento gnoseologico della realtà: esse sono la causa che ci permette di pensare il mondo, costituiscono cioè il presupposto della conoscenza.[3]

Nelle idee consiste pertanto l'unione immediata di essere e pensiero che era stata enunciata la prima volta da Parmenide. Trovandosi tuttavia a dover conciliare la staticità di Parmenide col divenire di Eraclito, Platone le concepisce gerarchicamente, da un minimo fino a un massimo di essere, per rendere ragione della molteplicità del mondo. In cima a tutte sta l'idea del Bene, quella che possiede più propriamente l'Essere. Platone attribuiva infatti alle Idee una terza caratteristica:
- Esse sono un valore, in maniera simile al significato odierno di "ideale" o principio morale.[4] Le idee sono il modello assoluto di riferimento per una vita giusta e saggia. E questo vale non solo in ambito etico, ma anche in quello estetico, poiché esse rappresentano la qualità somma di ogni oggetto terreno.

## Aristotele
Con il termine eidos Aristotele intende la forma .
Mettendo in discussione la trascendenza delle idee platoniche rispetto alla realtà sensibile, Aristotele muoverà  nei confronti della dottrina platonica un'obiezione che, nei fatti, «si riduce ad escludere una soverchia separazione tra le idee e gli enti reali». Ciò condurrà ad una differenza tra la concezione gnoseologica di Platone e quella aristotelica, per la quale non esistono idee innate nell'intelletto: quest'ultimo rimane vuoto se prima non percepisce qualcosa attraverso i sensi.

## Husserl
Edmund Husserl con eidos designa l’essenza oggetto d’intuizione . Husserl riteneva che l'eidos fosse una struttura invariante degli oggetti dell'esperienza. Cioè quell'insieme di caratteristiche che rendono l'oggetto quello che è e senza le quali non è più possibile pensarlo o chiamarlo con lo stesso nome. Tale essenza degli oggetti non è da intendersi in senso platonico ma precisamente fenomenologico: l'essenza si dà interamente nell'esperienza e anzi la capacità di individuare queste strutture invarianti (o eidetiche) costituisce la condizione di possibilità della denominazione di oggetti e concetti, e quindi del linguaggio stesso. È possibile ad esempio pensare ad un corpo privo di colore o di peso, ma non è possibile pensarlo privo di estensione. L'estensione sarà quindi una componente della struttura eidetica del concetto di corpo. Husserl applica il metodo della variazione eidetica − cioè della ricerca delle strutture invarianti − a tutta la sua indagine fenomenologica dell'esperienza.